# Бизнес-анализ
Бизнес-анализ (англ. business analysis) — деятельность, которая делает возможным проведение изменений в организации, приносящих пользу заинтересованным сторонам, путём выявления потребностей и обоснования решений, описывающих возможные пути реализации изменений.
Основная задача бизнес-анализа — это сделать возможным проведение изменений в организации, путем реализации выбранного решения. Решение разрабатывается с целью устранения выявленных в процессе бизнес-анализа бизнес-проблем. Понятие решение включает в себя широкий диапазон возможных путей устранения выявленных бизнес-проблем: разработка новых или изменение существующих бизнес-процессов или бизнес-правил, оптимизация организационной структуры организации, разработка новых стратегических планов организации и т.п.
Исторически сложилось так, что бизнес-анализ был наиболее востребован и долгое время развивался в области информационных технологий. В данной области наиболее распространенным решением является автоматизация бизнес-процессов организации, т.е. разработка информационной системы.
В данном случае бизнес-аналитик отвечает за выявление бизнес-требований по отношению к бизнес-процессам и/или бизнес-правилам, которые будут автоматизированы в рамках реализации решения. В рамках инициатив по разработке информационных систем (IT проектов) бизнес-аналитик тесно взаимодействует с представителями профессии системный аналитик.
Достаточно часто в IT проектах один человек может совмещать в своей работе обе роли, т.е. бизнес- и системный аналитик.

## Разделы науки бизнес-анализа
Бизнес-анализ как дисциплина тесно связан с анализом требований, но нацелен на определение изменений для организации, которые требуются для того, чтобы организация достигла стратегических целей. Эти изменения включают изменения в стратегии, структуре, политике, процессах и информационных системах.
Примеры бизнес-анализа включают:
Анализ предприятия или компании
сосредотачивается на понимании потребностей бизнеса в целом, его стратегического руководства, и идентификации инициатив, которые позволят бизнесу достичь стратегических целей.
Планирование и управление требованиями
вовлекает планирование процесса разработки требований, определение приоритетов требований и управление изменениями.
Сбор требований
описывает методики сбора требований от заинтересованных лиц.
Анализ требований
описывает, как разработать и определить требования с детализацией, достаточной для успешной реализации проектной группой.
Коммуникация требований
описывает методики гарантирования того, что у всех заинтересованных лиц есть общее понимание требований и способов их реализации.
Оценка и проверка правильности решения
описывает, как бизнес-аналитик может проверить правильность предложенного решения, как поддержать реализацию решения и как оценить возможные недостатки в реализации.

## Роли бизнес-аналитиков
Поскольку бизнес-анализ охватывает очень широкий спектр вопросов, была тенденция для бизнес-аналитиков специализироваться на одной из трёх областей бизнес-анализа.

### Стратег
В современном деловом мире организации должны сосредотачиваться на стратегических вопросах на более или менее постоянной основе. Бизнес-аналитики, удовлетворяя эту потребность, являются сведущими в анализе стратегической цели организации и её среды, консультируя высшее руководство по вопросам подходящей политики и эффектов политических решений.

### Архитектор
Иногда организациям необходимо ввести изменение, чтобы решить деловые проблемы, найденные стратегическим аналитиком, упомянутым выше. Бизнес-аналитики анализируют цели, процессы и ресурсы, и предлагают пути, которыми могла быть сделана модернизация (реорганизация бизнес-процессов), или усовершенствования (модернизация бизнес-процессов). Специфические навыки этого типа аналитика — это навыки, такие как знание бизнеса, разработки требований, анализа заинтересованных лиц и моделирование бизнес-процесса. Хотя роль требует понимания технологий и их использования, это не IT-роль.
Три элемента являются основными для этого аспекта бизнес-анализа: модернизация основных бизнес-процессов; подключений технологий для поддержки основных процессов; и управление организационными изменениями. Этот аспект бизнес-анализа также называют «усовершенствованием бизнес-процесса» (модернизация бизнес-процессов).

### Системный аналитик
Давняя проблема в бизнесе, как получить максимальную отдачу от инвестиций в IT-сферу, которые вообще очень дороги и критически, часто стратегически, важны. IT-отделы, зная о бизнес-проблеме, часто создают роль бизнес-аналитика, чтобы лучше понять и определить требования для их IT-систем. Хотя может быть некоторое перекрытие с разработчиком и ролями тестирования, фокус усилий всегда находится на IT-части процесса изменения компании, и вообще этот тип делового аналитика вовлечён, только когда решение об изменениях было уже принято выше.

## Цели бизнес-аналитиков
В конечном счёте, бизнес-аналитики хотят достигнуть следующих результатов:
- Уменьшить затраты
- Найти решение проблемы
- Закончить проекты вовремя
- Улучшить эффективность
- Задокументировать все требования

### Уменьшить затраты и закончить проекты вовремя
Задержки проектов довольно дорогостоящие.
- Стоимость проекта — в течение каждого месяца задержки проектная группа продолжает увеличивать стоимость и расходы. Если большая часть разработки выполнялась по контракту, стоимость быстро начнёт возрастать, если контракт основывается на повременной оплате. Контракты с фиксированной ценой ограничивают этот риск. Для внутренних ресурсов стоимость задержек не столь очевидна, если не отслеживается время, затраченное ресурсами на проект, поскольку стоимость рабочей силы по существу является фиксированной.

- Стоимость возможностей — стоимость возможностей делится на две разновидности — потерянный доход и неосуществлённые сокращения расходов. Некоторые проекты специально созданы с целью привлекать новые или дополнительные доходы. В течение каждого месяца задержки компания фактически теряет эти доходы. Цель других проектов состоит в том, чтобы улучшить эффективность и уменьшить затраты. Снова, каждый месяц неудач откладывает реализацию этих сокращений расходов ещё на месяц. В большинстве случаев эти возможности никогда не фиксируются и не анализируются, приводя к неверным расчётам окупаемости инвестиций. Из этих двух потерянных возможностей потерянный доход является самым вопиющим. Его воздействие наиболее длительное и ощутимое.

N.B. На многих проектах (особенно больших) за своевременное завершение проекта отвечает менеджер проекта. Задание бизнес-аналитика состоит больше в том, чтобы гарантировать, что, если проект не закончен вовремя, тогда, по крайней мере, самые приоритетные требования выполнены.
Чтобы уменьшить затраты и закончить проекты вовремя, бизнес-аналитику необходимо идентифицировать факторы риска, влияющие на эффективность и продуктивность какого-либо процесса. В качестве таковых могут выступать конфликт интересов, формальное выполнение контрольных процедур, неверная постановка целей, несвоевременное поступление информации, низкая функциональность IT систем и другие. 

### Задокументировать верные требования
Бизнес-аналитики хотят быть уверенными, что они описывают приложения, которые удовлетворяют потребностям конечных пользователей. По существу, они хотят описать правильное приложение. Это означает, что они должны задокументировать правильные требования, внимательно слушая отзывы клиентов, и предоставить полный набор ясных требований техническим архитекторам и инженерам, которые напишут программу. Если бизнес-аналитик имеет ограниченные средства или навыки для выявления верных требований, то высока вероятность того, что он задокументирует бесполезные или неверные требования. Время, потраченное на документирование ненужных требований, влияет не только на бизнес-аналитика, но и также влияет на весь процесс разработки. Инженеры должны создавать код программы, чтобы выполнить эти ненужные требования, и тестеры должны удостовериться, что запрошенные требования действительно работают, как описано в документации. Эксперты оценивают, что от 10 до 40 % требований в новых приложениях являются ненужными или остаются неиспользованными. Сокращение количества этих ненужных требований даже на одну треть может привести к существенному снижению затрат.

### Улучшить эффективность проектов
Эффективность может быть достигнута двумя способами: сокращением переделок готовых частей и сокращением продолжительности проекта.
Переделывание — это общая головная боль промышленности, ставшее столь распространённым во многих организациях, что оно часто закладывается в проектные бюджеты и планы. В общем случае переделывание означает дополнительную работу по устранению ошибок из-за неполных или недостающих требований. Оно может затронуть весь процесс разработки программного обеспечения от проектирования до кодирования и тестирования. Потребность в переделывании может быть уменьшена, если сбор требований и процессы проектирования основательны, и гарантируя, что деловые и технические члены проекта вовлечены в эти процессы на ранней стадии.
Сокращение продолжительности проекта представляет две потенциальных выгоды. Ресурсы, освобождённые за каждый месяц, на который был сокращён проект, могут быть использованы на других проектах. Это может привести к сбережениям на текущем проекте и к более ранним стартам новых проектов (таким образом увеличивающим потенциальный доход).
Использование принципов бизнес-анализа в целях предварительной и последующей оценок эффективности инновационно-инвестиционных проектов предполагает использование наряду с финансовыми критериями и показателей сбалансированного удовлетворения требований ключевых заинтересованных сторон.